# カルロス・マチャード
- カルロス・マチャド

カルロス・マチャード・ソブラドス（Carlos Machado Sobrados、1980年6月18日 - ）は、スペイン・アンダルシア州コルドバ県コルドバ出身の卓球選手。右利き。
世界ランキングは最高57位。

## 経歴
2009年の地中海競技大会では男子シングルスで銅メダルを獲得した。2012年にはロンドンオリンピック男子シングルスに出場した。2013年のヨーロッパ卓球選手権では何志文と組んでダブルスに出場し銅メダルを獲得した。2013年の地中海競技大会では男子団体で銅メダルを獲得した。